# Rue du Delta
La rue du Delta est une voie du 9e arrondissement de Paris, en France.

## Situation et accès
La rue du Delta est une voie publique ouverte en 1825 dans le 9e arrondissement de Paris. Elle débute au 179, rue du Faubourg-Poissonnière et se termine au 82, rue de Rochechouart.
Le quartier est desservi par la ligne 2 à la station Anvers, par les lignes 2 et 4 à la station Barbès - Rochechouart.

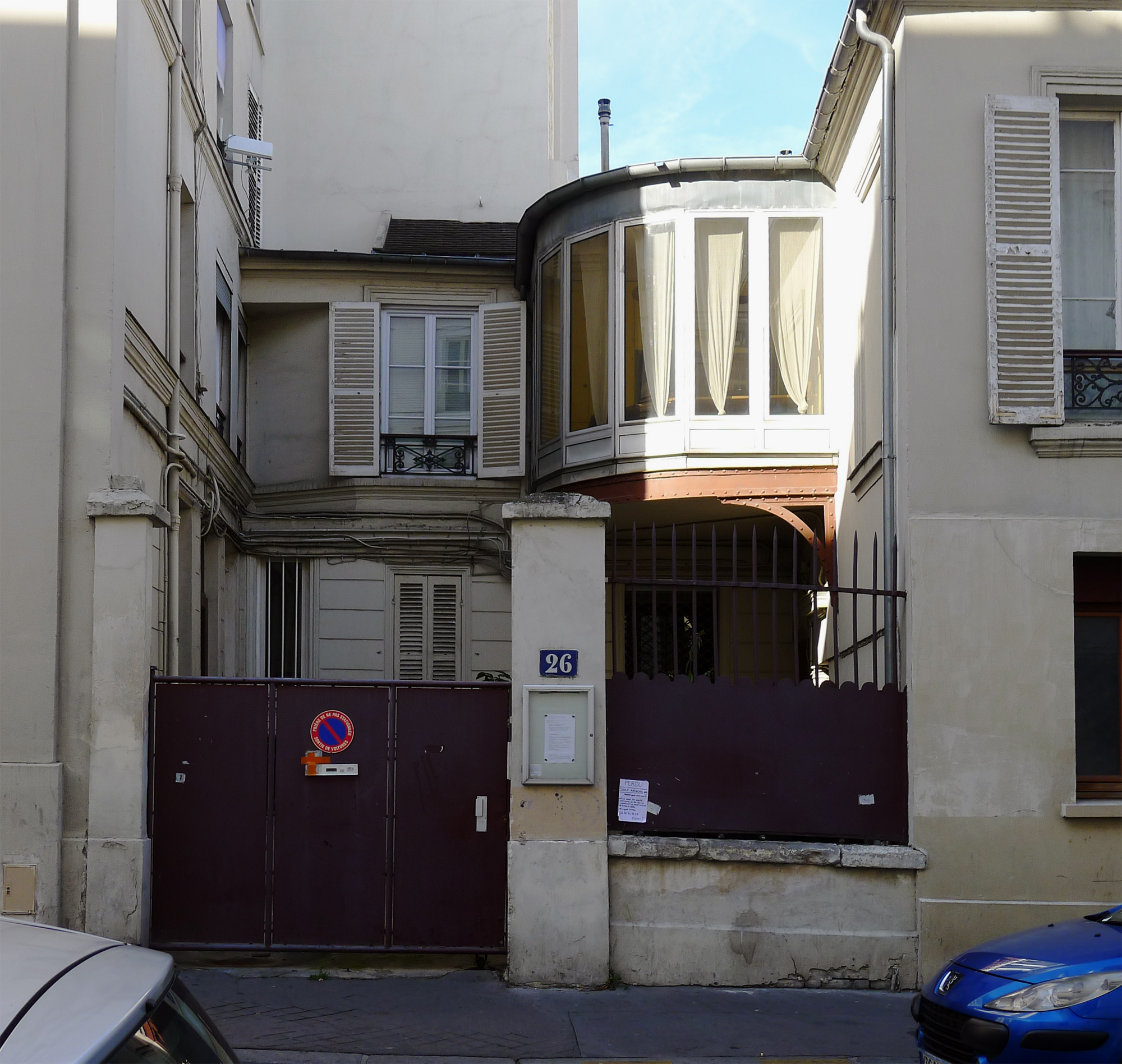
Maison au no 26.

## Origine du nom
La dénomination de la « rue du Delta » rappelle l’existence dans ce lieu du jardin du Delta qui était un établissement où l'on donnait des fêtes dans le genre de celles du parc de loisirs Tivoli. Le jardin du Delta, ou plus simplement appelé « Delta », remplaça de 1819 à 1824 les Promenades égyptiennes situées aux 157 à 185, rue du Faubourg-Poissonnière.
Il s'agit d'une référence au delta du Nil et aux aventures fantasmées de la Campagne d'Égypte (1798-1801).
La rue du Delta ne doit pas être confondue avec la rue Neuve-du-Delta, devenue rue de Dunkerque ni avec la rue du Delta-Lafayette, devenue rue de Valenciennes.

## Historique
Cette rue qui a été ouverte sur des terrains de l'ancien clos Saint-Lazare qui avaient été vendus et appartenaient à messieurs Lambin et Louis Guillaume.
L'ordonnance royale d'autorisation datée du 2 février 1825 fut immédiatement exécutée, et la rue nouvelle reçut, en vertu d'une décision ministérielle du 16 août suivant, la dénomination de « rue du Delta ».
« Charles, etc.,
vu la demande formée par les sieurs Lambin et Louis Guillaume, tendant à obtenir l'autorisation d'ouvrir sur les terrains de l'ancien jardin du Delta, une rue de 12 mètres de largeur, qui communiquerait de la rue du Faubourg-Poissonnière à la rue de Rochechouart vis-à-vis l'abattoir de Montmartre, à Paris ;
vu le plan de la rue projetée ;
vu l'avis du préfet de la Seine ;
vu les lettres-patentes du 10 avril 1783 ;
notre Conseil d’État entendu, nous avons ordonné et ordonnons ce qui suit :
Article 1 : les sieurs Lambin et Louis Guillaume sont autorisés à ouvrir sur des terrains à eux appartenant, une rue de 12 mètres de largeur, qui communiquera de la rue du Faubourg-Poissonnière à la rue de Rochechouart, conformément au plan ci-joint.
Article 2 : cette autorisation est accordée à la charge par les impétrants :
- 1° de supporter les frais de premier établissement du pavage et de l'éclairage de la nouvelle rue ;
- 2° d'établir à leurs frais, de chaque côté de ladite rue, des trottoirs d'un 1,5 mètre de largeur, ce qui laissera une largeur de 9 mètres à la chaussée réservée aux voitures ;
- 3° de se conformer aux lois et règlements sur la voirie de Paris.

Article 3 : notre ministre secrétaire d’État de l'Intérieur est chargé de l'exécution de la présente ordonnance.
Donné en notre château des Tuileries, etc.
Signé : CHARLES. »

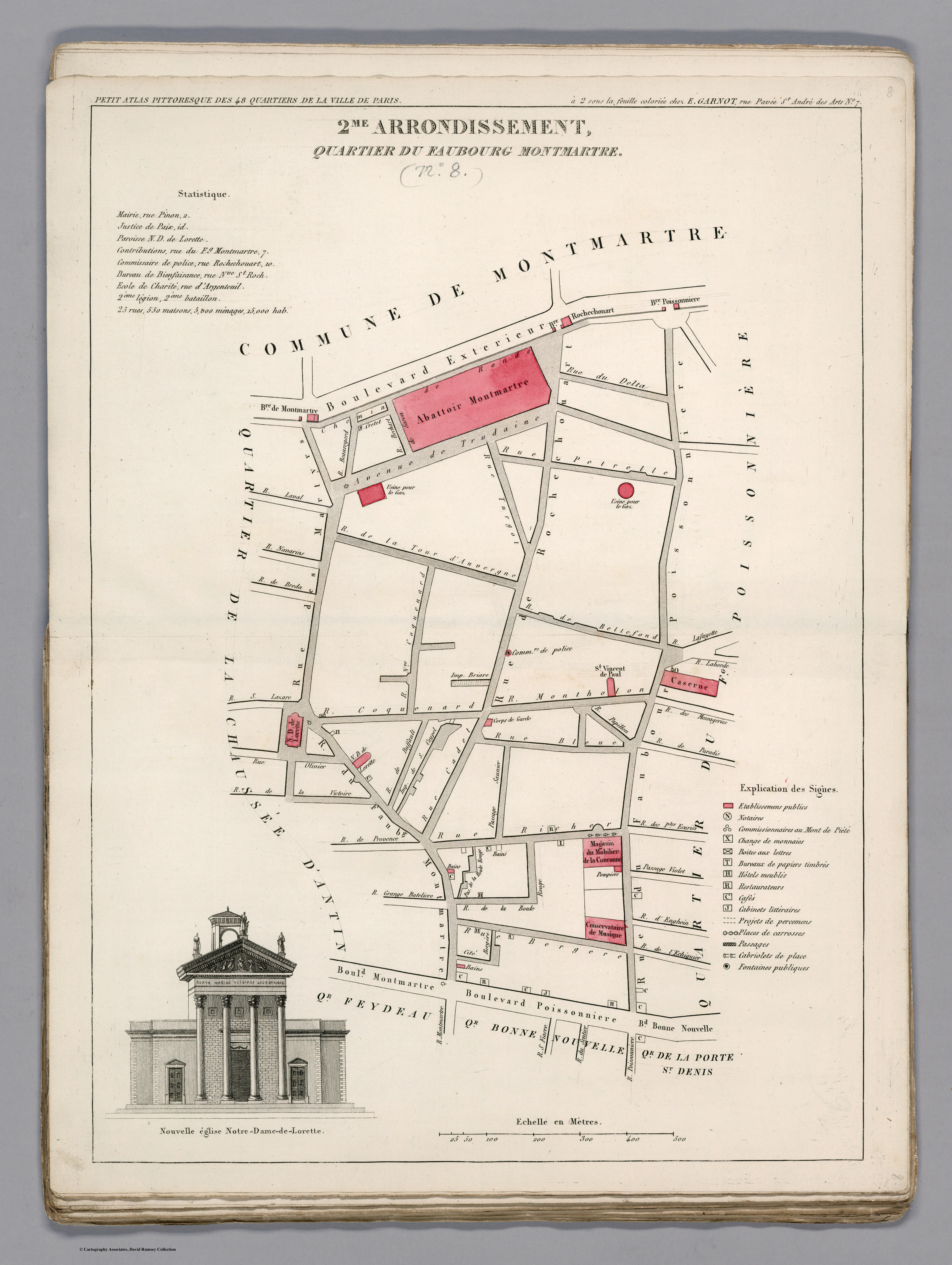
Plan du quartier du Faubourg Montmartre dans l'ancien 2e arrondissement en 1834.

## Lieux de mémoire
- No 7 : vers 1909-1913 s'élevait ici un ancien hôtel tellement délabré que la Ville le récupéra ; il devint un atelier communautaire grâce à la générosité du médecin Paul Alexandre ; y travaillèrent entre autres Amedeo Modigliani, Maurice Drouard, Henri Doucet[3]...